# Xylocopa morotaiana
Xylocopa morotaiana är en biart som beskrevs av Maurits Anne Lieftinck 1956. Xylocopa morotaiana ingår i släktet snickarbin, och familjen långtungebin. Inga underarter finns listade i Catalogue of Life.